# Paramun
Paramun (Servisch cyrillisch Парамун) is een plaats in de Servische gemeente Kosjerić. De plaats telt 80 inwoners (2002).